# Anotopterus
Os peixes-dente-de-adaga (gênero Anotopterus) são um gênero de peixes mesopelágicos marinhos da ordem Aulopiformes, o único gênero da família Anotopteridae. Eles são encontrados nos oceanos de todo o mundo, mas preferem águas mais frias. 
Os peixes-dente-de-adaga são semelhantes em aparência aos peixes-lanceta e ás barracudinas. São peixes marinhos predadores, alongados e prateados, que não têm escamas e têm dentes afiados, provavelmente usados para caçar peixes. No entanto, como seu nome científico (que significa "sem barbatanas nas costas") sugere, eles não têm barbatanas dorsais, o que os diferencia facilmente de seus aliados próximos, especialmente os peixes-lanceta de aparência semelhante. Outra característica que distingue os peixes-dentes-de-adaga dos peixes-lanceta é a localização dos dentes grandes, semelhantes a presas. Nos peixes-lanceta, as presas aparecem tanto na mandíbula superior quanto na inferior, enquanto nos peixes-dente-de-adaga as presas são vistas apenas na mandíbula superior. Ainda não está claro se as presas ou a mandíbula distintamente saliente inspiraram o nome comum "dente de adaga". Anotopterus spp. foram relatados como tendo crescido até 147 centímetros (4,8 pé) . A pele dos dentes-de-adaga os torna altamente refratores à luz. Assim como seus parentes próximos, eles não possuem bexiga natatória. 

## Espécies e taxonomia
As espécies atualmente reconhecidas neste gênero são: 
- Anotopterus nikparini, Kukuev, 1998 (dente-de-adaga do Pacífico Norte)
- Anotopterus pharao, Zugmayer, 1911 (dente-de-adaga)
- Anotopterus vorax, Regan, 1913 (dente-de-adaga do oceano sul)

Anotopterus é há muito considerado uma família taxonômica única com grande afinidade com as famílias Paralepididae e Alepisauridae. Avaliações bayesianas recentes de registros fósseis, relações taxonômicas e quatro marcadores moleculares principais determinaram um parentesco muito mais próximo entre Anotopterus e Paralepididae basais, como Magnisudis spp., com a implicação de que o gênero Anotopterus poderia ser mais apropriadamente considerado um membro da família das barracudinas, Paralepididae. 

## Ecologia e história de vida

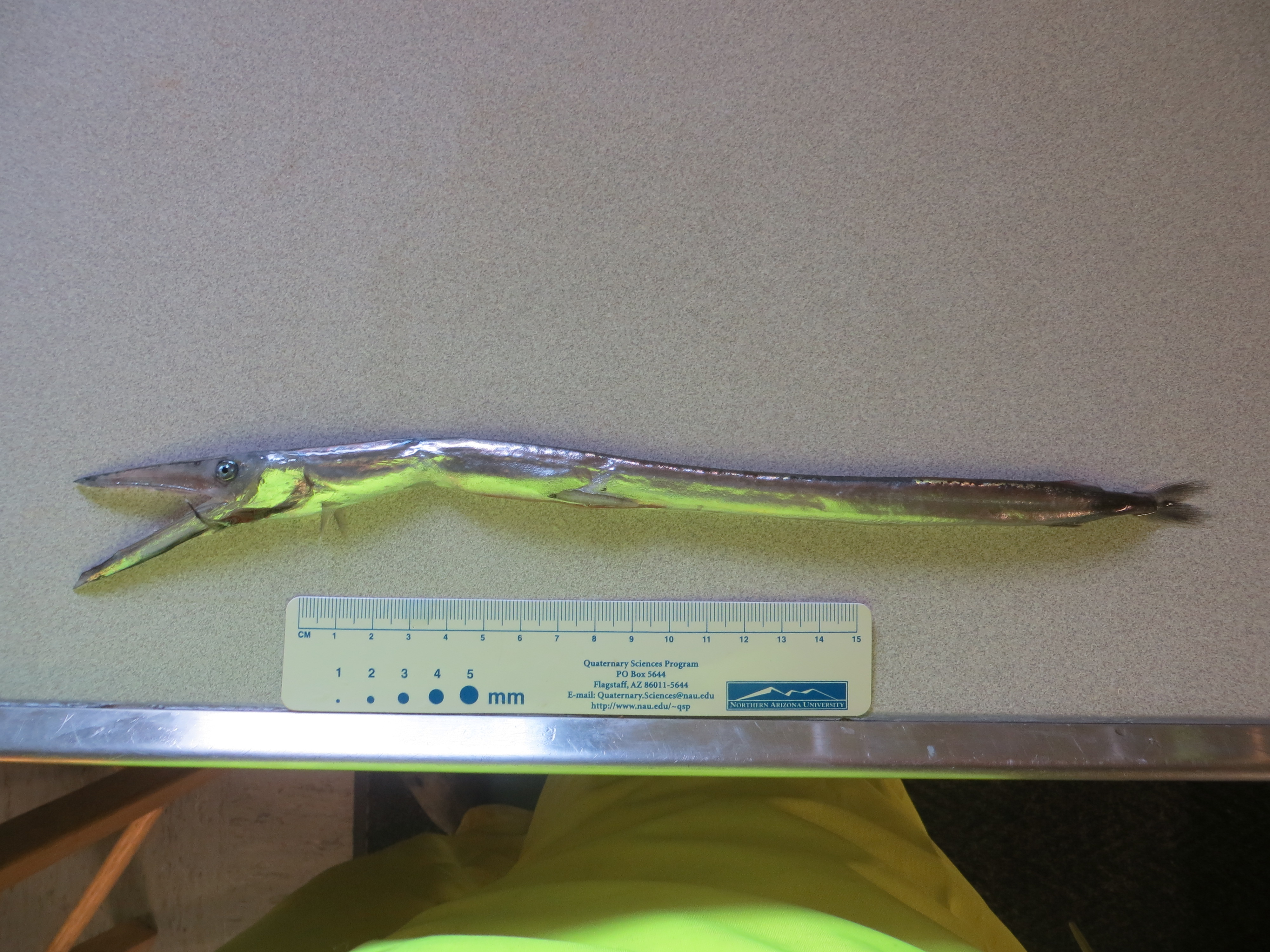
Um dente-de-adaga pescado no mesopelágico perto de Bear's Seamount, no Atlântico Norte. A coloração amarela nesta foto é o amarelo de um colete salva-vidas de alta visibilidade refletindo na pele prateada deste peixe. Foto do Dr. Jon A. Moore

A forma do Anotopterus sugere a de um nadador veloz, pelo menos de um peixe que consegue nadar rapidamente pela água por curtas distâncias, como alguns de seus parentes mais próximos, Paralepididae, já fizeram. Assim como seus primos próximos, é provável que esses peixes evitem facilmente coletar redes nas profundidades em que ocorrem com mais frequência no mesopelágico, especialmente indivíduos maiores. Os peixes-dente-de-adaga são predadores de outros peixes e são presas de peixes maiores, incluindo seus primos próximos, os peixes-lanceta. 

### Alimentação
Muito pouco se sabe sobre os hábitos alimentares dos dentes-de-adaga, embora se diga que eles comem salmão jovem do Pacífico, barracudinas e outros peixes mesopelágicos, e geralmente se presume que eles sejam predadores dos peixes mais abundantes disponíveis. Essa ignorância sobre a dieta se deve em parte à prevalência potencial de regurgitação entre os espécimes capturados em redes, onde quase 100% dos peixes-de-dente-de-adaga capturados em redes foram documentados com estômagos completamente vazios, sendo a suposta razão a regurgitação de alimentos recém-comidos na captura em redes como um mecanismo de defesa.  Eles provavelmente são predadores visuais e indivíduos adultos podem facilmente engolir presas relativamente grandes, peixes com 20–30 cm de comprimento em forma de garfo, inteiros devido às suas cinturas peitorais soltas e estômagos distensíveis. Observações de marcas de corte em vários salmões jovens do Pacífico no Pacífico norte levaram a uma investigação sobre o impacto potencial da predação de dentes-de-adaga sobre os estoques de salmões jovens por meio da avaliação das marcas de dentes deixadas nos salmões e estimativas da abundância de dentes-de-adaga. As descobertas subsequentes mostraram que os cortes causados por ataques fracassados de dentes-de-adaga podiam ser distinguidos dos ataques fracassados de peixes-lanceta pela colocação das marcas de dentes, já que os dentes-de-adaga só têm dentes semelhantes a presas ao longo da mandíbula superior, enquanto os peixes-lanceta têm dentes semelhantes a presas ao longo da mandíbula superior e inferior.  Ainda não é conclusivo se o dente-de-adaga teve um impacto significativo no estoque de salmão do Pacífico Norte. 

### Metamorfose

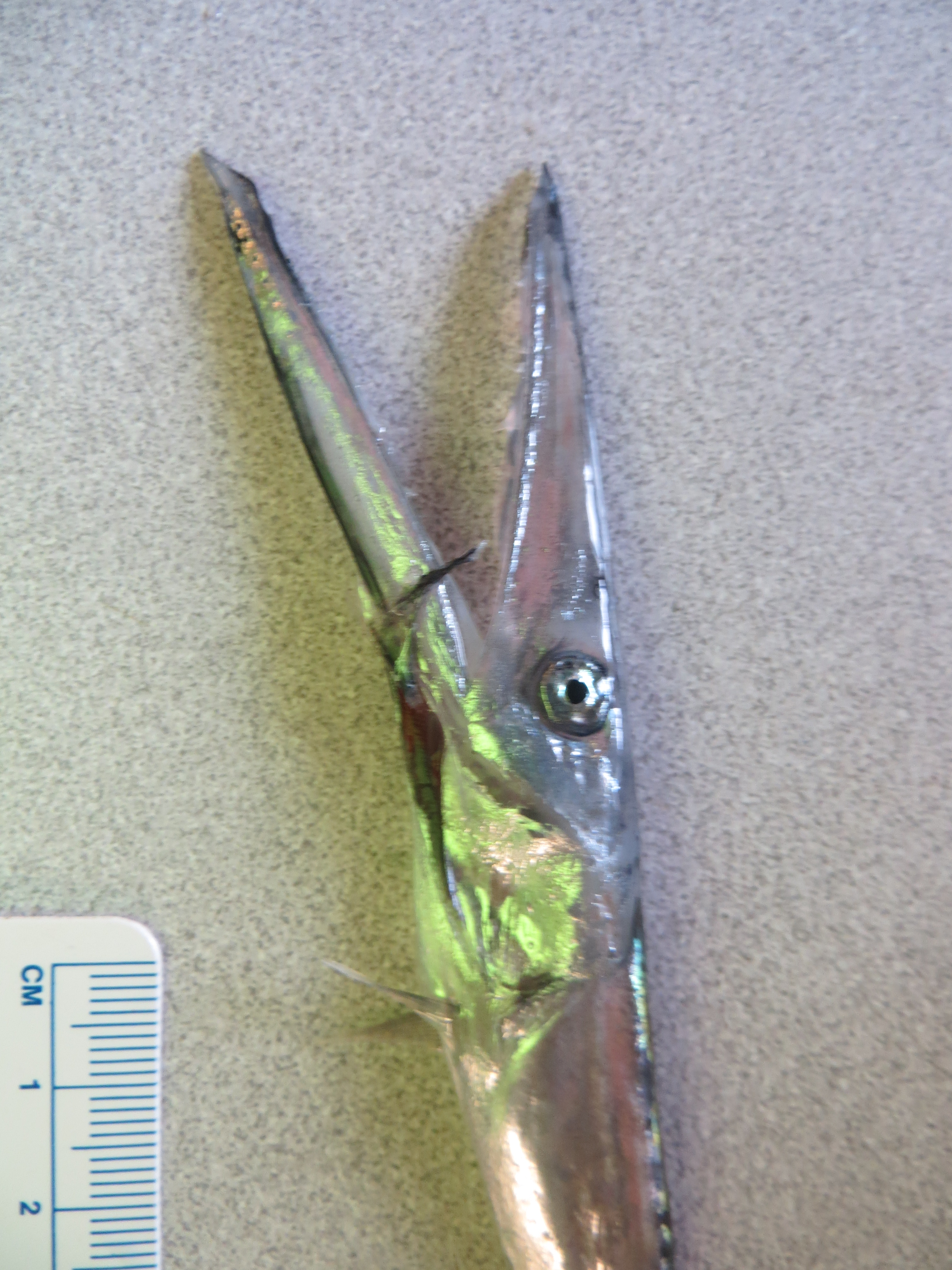
Close de Anotopterus pharao e seu "dente-de-adaga". Coletado em Bear's Seamount, no oeste do Atlântico Norte. Foto do Dr. Jon A. Moore

Foi observado que, à medida que os dentes-de-adaga envelhecem, seus dentes começam a diminuir e seus estômagos e intestinos atrofiam, enquanto suas gônadas aumentam muito de tamanho.  Isso foi descoberto em 1971, depois que o ictiólogo alemão Günther Maul capturou um A. pharao preto e desdentado na costa da Madeira, que media 75,9 cm. Foi proposto que pode haver uma migração vertical descendente neste curto estágio final da vida. A luz reduzida nessa profundidade aumentada pode ter selecionado a coloração preta. Como os Anotopterus perdem e substituem seus dentes rapidamente, foi levantada a hipótese de que, ao interromper a substituição dos dentes perdidos (o que está potencialmente ligado à exposição reduzida à vitamina D em profundidades maiores), a ausência de dentes ocorre muito rapidamente. O fenômeno de uma migração para baixo emparelhado com uma mudança de cor para preto também é visto em espécies como o dente-de-dente-de-leão comum, embora durante esse processo, essa espécie desenvolva presas para se alimentar em vez de perdê-las.  Essa mudança ontogenética observada sugere uma modalidade reprodutiva potencialmente semélpar, enquanto esse aspecto da história de vida ainda não foi totalmente comprovado. Assim como seus parentes, acredita-se que os dentes-de-adaga sejam hermafroditas ao mesmo tempo, enquanto sua desova e comportamento reprodutivo real permanecem um mistério.

### Distribuição
Hubbs et al., (1953) especularam que os dentes-de-adaga têm uma distribuição antitropical e vivem em latitudes temperadas e boreais em ambos os pólos.  Trabalhos posteriores que investigaram a sobreposição distribucional entre os dentes-de-adaga e o salmão do Pacífico (Oncorhynchus sp.) pareceram verificar esta afirmação, embora alguma falta de descobertas tenha apontado para uma distribuição irregular em certas regiões polares.  No entanto, contrariamente a esta suposição, encontram-se as conclusões de Kim et al. (1997), que descobriram que os dentes-de-adaga podem constituir uma parte considerável das dietas dos atuns de mergulho profundo em certas áreas do Pacífico tropical ocidental.  É possível que a distribuição latitudinal dos dentes-de-adaga seja antitropical no epipelágico, com temperaturas preferidas disponíveis em profundidade em todo o mundo, o que também explicaria a conservação de tão poucas espécies com distribuições quase globais. 

### Websites
- access.afsc.noaa.gov